# Juan Miguel Fuente-Alba
Juan Miguel Fuente-Alba Poblete (Santiago, Chile; 31 de agosto de 1953) es un militar chileno en retiro. Después de una larga carrera militar, llegó a la cúspide de la profesión militar al ocupar el cargo de comandante en jefe del Ejército de Chile entre el 9 de marzo de 2010 y el 9 de marzo de 2014. Actualmente se encuentra procesado por diversos delitos que cometió durante su generalato, como enriquecimiento ilícito, corrupción, malversación de caudales públicos y lavado de activos, siendo una arista del caso «Milicogate».

## Carrera militar

### Inicio y ascensos
En 1970 ingresó a la Escuela Militar del Libertador Bernardo O'Higgins y se graduó como subteniente de Infantería en 1972. Entre ese año y 1981 realizó varios cursos: Básico de Conocimiento y Ambientación de Montaña, de Aplicación Básico de Oficial Subalterno, de Aplicación de Comandante de Unidad Fundamental, de Inteligencia Básico y de Inteligencia Especializado y de Capacitación Pedagógica.
En 1983 ingresó como alumno a la Academia de Guerra del Ejército de Chile titulándose como oficial de Estado Mayor en 1985, y Licenciado en Ciencias Militares. Mientras cursaba el segundo año del curso regular de Estado Mayor, realizó también el curso de Capacitación Pedagógica para profesor militar de Academia.
Destacan, entre otros, sus títulos de profesor militar de Escuela en la asignatura de Táctica y Técnica de Infantería y profesor militar de Academia en la asignatura de Inteligencia. Realizó un magíster en Filosofía Política y recibió el grado académico de Magíster en Ciencias Militares con mención en Planificación y Gestión Estratégica.
En 1999 fue destinado como agregado militar a la Embajada de Chile en Argentina. A su regreso, se convirtió en alumno del curso de Alto Mando en la Academia Nacional de Estudios Políticos y Estratégicos y a fines del 2001 asumió como director de la Escuela Militar.

### Generalato

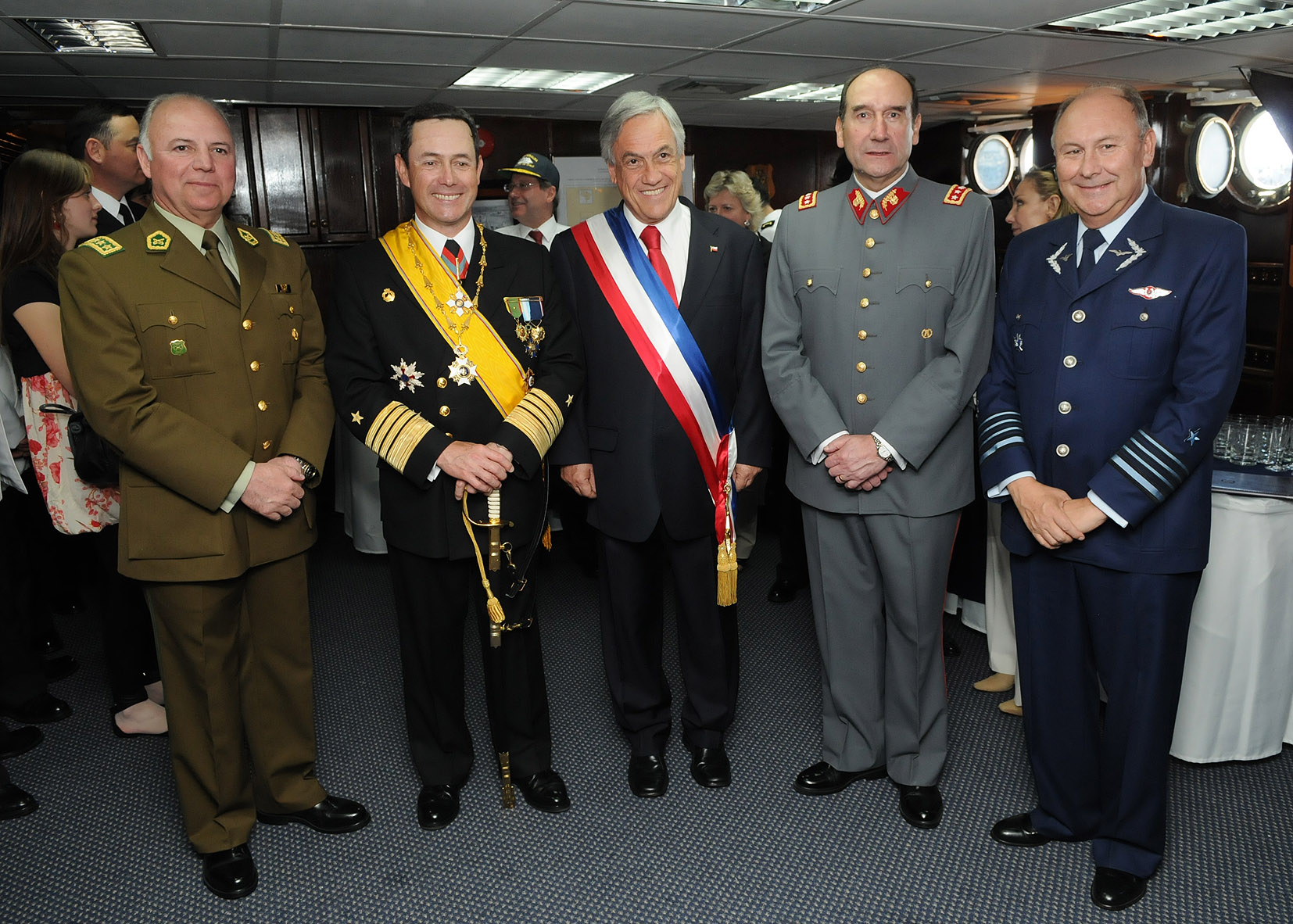
Fuente-Alba (segundo de derecha a izquierda) junto al presidente Sebastián Piñera y a los demás jefes de las Fuerzas Armadas en 2010.

En 2002 fue ascendido a general de brigada, y entre 2004 y 2005 se desempeñó como director del Centro de Estudios e Investigaciones Militares. En 2006 fue ascendido al grado de General de División y nombrado como agregado de Defensa y Militar a la Embajada de Chile y jefe de la Misión Militar de Chile en Washington D. C., Estados Unidos. En 2007 asumió la Comandancia en Jefe de la II División de Ejército en Santiago y al año siguiente la Comandancia de Institutos y Doctrina.
El 9 de marzo de 2010 fue ascendido a general de Ejército y nombrado comandante en jefe del Ejército, esto a pocos días del terremoto ocurrido el 27 de febrero de ese año. A fines de marzo de ese año creó una Fuerza de Apoyo Humanitario para reforzar las labores del Ejército tras la catástrofe. En julio de 2010, emitió un comunicado respecto de la participación de generales de su institución en el asesinato del general Carlos Prats:

El Ejército de Chile repudia el acto cobarde que consumaron militares en este acto criminal (asesinato del General Prats y señora) [...] con su extrema crueldad, violaron trágicamente, además, los principios que constituyen el acervo moral de la institución.
Declaración pública del Ejército de Chile tras conocerse las condenas.

### Antecedentes militares
- 1970: Cadete de la Escuela Militar
- 1972: Alférez
- 1972: Subteniente
- 1976: Teniente
- 1981: Capitán
- 1987: Mayor
- 1993: Teniente coronel
- 1998: Coronel
- 2002: General de Brigada
- 2006: General de División
- 2010: General de Ejército

## Controversias

### Fallo en el caso «Membrillogate»
En junio de 2007, en su calidad de juez del Segundo Juzgado Militar de Santiago —por ser comandante en Jefe de la II División de Ejército— falló sobre la causa N° 975-87 sobre falsificación de documentos militares realizado por efectivos del Ejército, que emitieron boletas falsas a productores de manteca, carne, garbanzos, frijoles y membrillos, por lo cual el caso fue denominado «Membrillogate», con el objeto de obtener ingresos a costa del erario fiscal. Fuente-Alba dictó una polémica sentencia, condenando a presidio menor en su grado mínimo, lo cual ha sido criticado por considerarse una pena leve para el tipo de delito cometido.

### Investigación sobre su patrimonio
En el marco del escándalo de malversación de fondos en el Ejército con los dineros asignados por la Ley Reservada del Cobre, denominado «Milicogate», existieron fundadas presunciones que lo inculpaban como responsable de estos hechos. En abril de 2016 salió a la luz pública que Fuente-Alba tendría un patrimonio personal de aproximadamente 1300 millones de pesos, una cifra muy lejana a sus ingresos durante su carrera militar, y además sería propietario de automóviles de lujo y de bienes raíces, con los cuales habría realizado sospechosas transacciones entre su núcleo familiar íntimo y de depósitos bancarios.
Actualmente es investigado por la ministra en visita de la Corte Marcial Romy Rutherford, continuadora de la investigación del ministro Omar Astudillo por fraude a la Ley Reservada del Cobre, y por el fiscal José Morales por un eventual patrimonio injustificado. También su caso ha sido materia de investigación de una comisión especial de la Cámara de Diputados, ante la cual no ha declarado por recomendación de sus abogados. El 15 de mayo de 2016, Fuente-Alba concurrió a declarar a la Fiscalía Metropolitana Centro-Norte. La defensa de Fuente-Alba ha declarado que «los funcionarios de la PDI que elaboraron este informe plagado de errores, imprecisiones e inexactitudes, por los graves daños a su honra y la de su familia».
En febrero de 2019 surgió una nueva arista en este caso y tiene que ver con el uso de los fondos reservados del Ejército. Es así como la ministra Rutherford que lleva el caso, después de un interrogatorio de tres días, decidió finalmente el 19 de febrero de 2019 someterlo a proceso, que en los procedimientos de la Justicia Militar es el equivalente a la "formalización" del sistema penal civil. A raíz de eso, Fuente-Alba estuvo sometido a prisión preventiva durante seis meses en instalaciones del Batallón de Policía Militar.